# Jelena Lolović
Jelena Lolović (Servisch: Јелена Лоловић) (Sarajevo, 14 juli 1981) is een Servische voormalig alpineskiester. Ze nam driemaal deel aan de Olympische Winterspelen, maar behaalde geen medaille.

## Carrière
Lolović maakte haar wereldbekerdebuut in oktober 2001 tijdens de reuzenslalom in Cortina d'Ampezzo. Ze stond nooit op het podium van een wereldbekerwedstrijd.
In 2002 nam Lolović een eerste keer deel aan de  olympische winterspelen, op dat moment voor het toenmalige Joegoslavië.  Lolović was ook vlaggendrager van de Joegoslavische delegatie tijdens de openingsceremonie. Op de reuzenslalom eindigde ze op een veertigste plaats.
Vier jaar later, op de Olympische Winterspelen 2006, mocht Lolović opnieuw de vlag dragen, dit keer vertegenwoordigde ze Servië en Montenegro. Ze nam deel aan 4 disciplines. Als beste resultaat noteren we een dertigste plaats op de reuzenslalom.
Ook in 2010 was Lolović aanwezig op de olympische winterspelen, dit keer voor Servië. Opnieuw was een dertigste plaats haar beste resultaat, dit keer wel op de Super G. Ook nu was ze vlaggendrager tijdens de openingsceremonie.

## Resultaten

### Wereldkampioenschappen
| Jaar | Plaats                 | Resultaten                                              |
| ---- | ---------------------- | ------------------------------------------------------- |
| 1999 | Vail-Beaver Creek      | DNF1 Reuzenslalom DNF2 Slalom                           |
| 2001 | Sankt Anton am Arlberg | DNS Slalom                                              |
| 2003 | Sankt Moritz           | 37e Reuzenslalom DNF1 Slalom                            |
| 2005 | Bormio                 | 19e Combinatie 33e Super G 33e Reuzenslalom DNF2 Slalom |
| 2007 | Åre                    | DNF1 Slalom DNF2 Reuzenslalom                           |
| 2009 | Val-d'Isère            | 22e Slalom 25e Reuzenslalom 26e Super G                 |

### Olympische Spelen
| Jaar | Plaats         | Resultaten                                             |
| ---- | -------------- | ------------------------------------------------------ |
| 2002 | Salt Lake City | 40e Reuzenslalom DNF2 Slalom                           |
| 2006 | Turijn         | 30e Reuzenslalom 43e Slalom 43e Super G DNF Combinatie |
| 2010 | Vancouver      | 30e Super G 33e Reuzenslalom DNS2 Slalom               |

### Wereldbeker

#### Eindklasseringen
| Seizoen   | Algm | SL  | RS  | SC  |
| --------- | ---- | --- | --- | --- |
| 2004/2005 | 105e | -   | -   | 22e |
| 2006/2007 | 100e | 49e | 40e | -   |
| 2007/2008 | 96e  | 54e | 39e | 36e |
| 2009/2010 | 108e | 46e | -   | -   |